# Werner Kroll

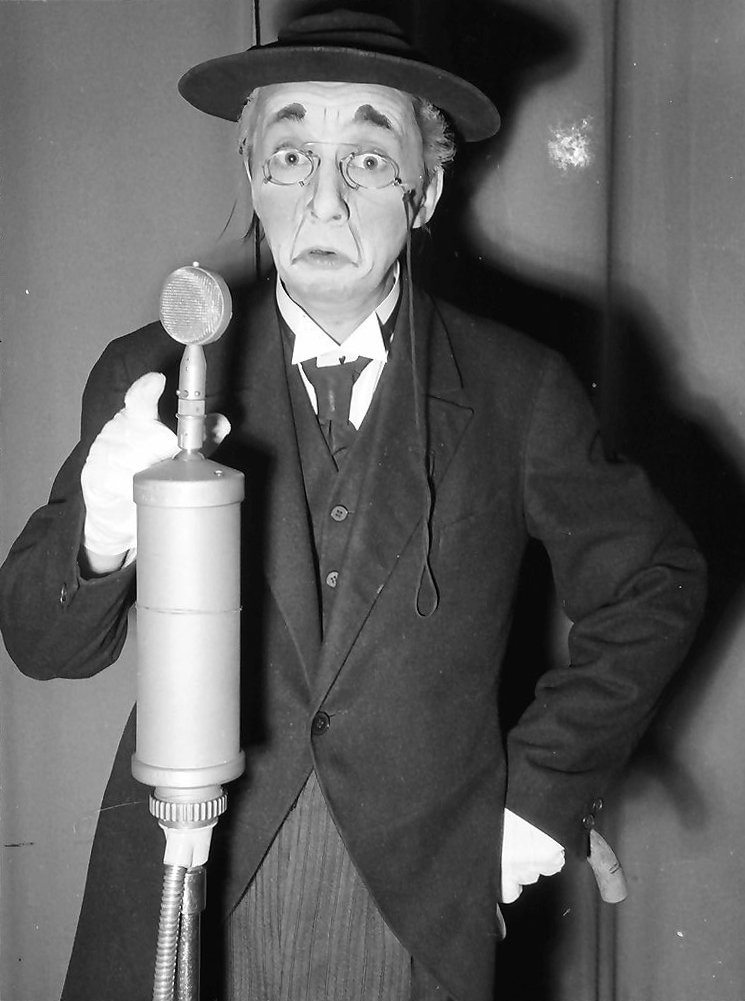
Werner Kroll, 1952

Werner Kroll (* 15. Januar 1914 in Berlin; † 30. Januar 1982 in Stuttgart) war ein deutscher Schlagersänger, Schauspieler und Kabarettist.

## Leben
Nach einem gewonnenen Sängerwettbewerb 1931 betätigte der vormalige Lebensmittelhändler sich als Schlagersänger auf Kleinkunstbühnen und Kabaretts wie dem Kabarett der Komiker. Als Spezialität gab er Parodien bekannter Ton- und Filmkünstler wie Richard Tauber, Zarah Leander, Hans Albers u. v. a. Ab den 1930er Jahren wurde er damit im Rundfunk bekannt und hatte Auftritte in mehreren Filmen, beginnend mit einem humoristischen Kurzfilm der Tobis-Filmkunst GmbH mit Titel Tobis-Trichter Nr. 2. (1939). Auch nach 1945 blieb Kroll in diesem Metier. Er starb 1982 in Stuttgart an Krebs.

„Ist der Ruf erst ruiniert, lebt es sich ganz ungeniert.“

## Filmografie
- 1939: Der Trichter. (Nr. II) (Kurzfilm)
- 1954: An jedem Finger zehn
- 1955: Ja, ja, die Liebe in Tirol
- 1958: Zwei Herzen im Mai
- 1962: Der Kronanwalt (TV)